# Авдеев, Иван Егорович
Ива́н Его́рович Авде́ев (28 сентября 1925; деревня Приютово (ныне не существует, территория Пестречинского района Республики Татарстан) — 8 октября 2004; город Воронеж) — заслуженный лётчик-испытатель СССР (28 августа 1974), капитан (1957).

## Биография
Родился 28 сентября 1925 года в деревне Приютово (ныне не существует, территория Пестречинского района, Татарстан). Детство и юность провёл в городе Казань.
В 1943 году окончил 9 классов школы, в 1946 году — курсы конструкторов. Работал на казанском авиазаводе № 22 учеником слесаря-клепальщика, техником-конструктором. В 1946 году занимался парашютным спортом в Казанском аэроклубе.
В армии с сентября 1947 года. В 1950 году окончил Качинское военное авиационное училище лётчиков. Служил в строевых частях ВВС (в Прибалтийском военном округе). В 1953—1959 — лётчик 4-го Центра боевого применения ВВС (в городе Воронеж).
С апреля 1960 года капитан И. Е. Авдеев — в запасе. В 1964 и 1969 годах окончил курсы при Школе лётчиков-испытателей.
С октября 1959 года по ноябрь 1960 года — лётчик-испытатель Новосибирского авиазавода. Испытывал серийные сверхзвуковые перехватчики Су-9.
С ноября 1960 года по 1977 год — лётчик-испытатель Воронежского авиазавода. Испытывал серийные транспортные самолёты Ан-12 (в 1960—1965 годах), сверхзвуковые перехватчики Ту-128 (в 1963—1971 годах), сверхзвуковые пассажирские самолёты Ту-144 (в 1971—1977 годах) и их модификации.
Жил в Воронеже. Умер 8 октября 2004 года. Похоронен на Юго-Западном кладбище в Воронеже.

## Награды
- орден Красной Звезды
- орден «Знак Почёта»
- медаль «За боевые заслуги»
- другие медали

## Почётные звания
Заслуженный лётчик-испытатель СССР (28.08.1974)